# Odboj slezských junáků
Odboj slezských junáků byla protinacistická odbojová skupina na Ostravsku, složená ze skautů kolem Vladimíra Čermáka. Skupina byla v dubnu 1945 prozrazena a osmnáct jejích členů popraveno gestapem. Na jejich památku vznikla na úpatí Lysé hory v Beskydech mohyla Ivančena.

## Historie
Odbojovou skupinu založil tehdy devatenáctiletý Vladimír Čermák, vedoucí 1. ostravského skautského oddílu, na půdorysu nacisty rozbité Slezské legie po obsazení českého Těšínska Polskem. Již v červnu 1939 začala skupina převádět uprchlíky přes Beskydy do zahraničí. V roce 1940 navázali styky s širším československým odbojem; počet členů se rozšířil po zákazu Junáka nacisty téhož roku. Skupina se soustředila na zpravodajskou práci, podporu beskydských partyzánů a osob v ilegalitě a shánění zbraní pro ozbrojené vystoupení na konci války. V roce 1943 měla skupina již kolem 400 členů a 13. listopadu přijala jméno Odboj slezských junáků. Skupina podporovala činnost 1. partyzánské brigády Jana Žižky, kterou zásobovala mapami, potravinami a zdravotnickým materiálem.
Na konci války skupina získala dostatečnou výzbroj a na 6. dubna 1945 plánovala přechod na partyzánský způsob boje. Zradou nastrčeného konfidenta však došlo k prozrazení a 85 členů skupiny bylo pozatýkáno gestapem. Zatčení byli drženi ve vězení krajského soudu v Moravské Ostravě a mučeni.
24. dubna 1945 (tedy na svátek patrona skautů, svatého Jiří) bylo 18 členů skupiny (mezi nimi Vladimír Čermák, Vladimír Pach, Quido Němec, Otto Klein a Milan Rotter) odvezeno na starý židovský hřbitov v polském Těšíně, popraveno střelou do týla a pohřbeno v masovém hrobě.

## Památka
6. října 1946 vztyčili skauti z 30. oddílu Junáka z Moravské Ostravy na památku svých zastřelených přátel dřevěný kříž na Ivančeně. Kolem kříže se postupně začala rozrůstat mohyla, do níž příchozí přispívají donesenými kameny. Výstupy k mohyle se během komunistického režimu staly vyjádřením odporu proti totalitě. Po sametové revoluci začal obnovený Junák pořádat k ivančenské mohyle během víkendů kolem 24. dubna každoroční pouť, které se účastní stovky skautů z celého Česka.
V neděli 27. října 1996 byla na zdi budovy márnice starého židovského hřbitova v polském Těšíně, tedy na místě, kde došlo k popravě členů skupiny, z iniciativy českých skautů a polských harcerů slavnostně odhalena pamětní deska. Místo je od té doby nedílnou součástí každoročních vzpomínkových akcí spojených s výstupem na Ivančenu.